# Comitatul Tippecanoe, Indiana
Comitatul Tippecanoe, conform originalului din limba engleză, Tippecanoe County (codul său FIPS este 18 - 157 Arhivat în 24 februarie 2016, la Wayback Machine.), este unul din cele 93 de comitate ale statului american Indiana.
Situat în partea centrală a statului Indiana, Tippecanoe County se găsește la nord de capitala statului, Indianapolis. Înainte de ajungerea pionierilor europeni la începutul secolului al 19-lea, zona a fost locuită de mai multe triburi nativ-americane. Comitatul a fost oficial constituit în 1844, fiind unul dintre ultimele comitate locuite de nativi americani care a fost organizat teritorial și administrativ.
Este împărțit în 12 districte civile (conform originalului, civil townships), care furnizează servcii locale pentru rezidenți. Sediul comitatului este localitatea Lafayette. GR6 Comitatul Tipton este inclus în zona metropolitană Kokomo Metropolitan Statistical Area.

## Demografie
|  | Graficele sunt indisponibile din cauza unor probleme tehnice. Mai multe informații se găsesc la Phabricator și la wiki-ul MediaWiki. |

Date: Wikidata - grafică realizată de Wikipedia